# 埃默河 (威悉河支流)
52°3′24.5″N 9°22′52.6″E / 52.056806°N 9.381278°E

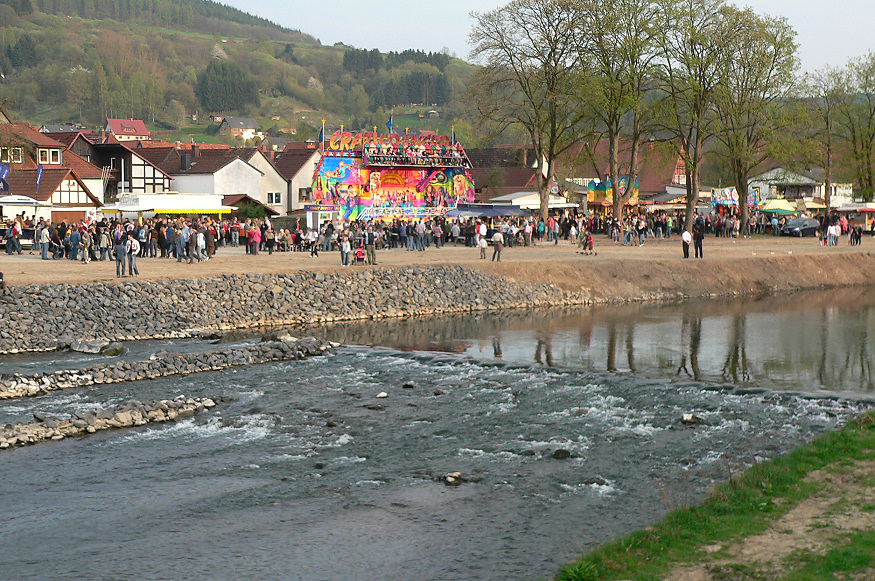
埃默河

埃默河（德語：Emmer），是德國的河流，位於該國西部，流經北萊茵-威斯特法倫州和下薩克森州，屬於威悉河的左支流，河道全長61.8公里，流域面積535平方公里，河口處在埃默塔爾附近。